# Tommy Karls
Tommy Karls, né le 13 octobre 1961 à Nyköping, est un kayakiste suédois.

## Carrière
Tommy Karls participe aux Jeux olympiques de 1984 à Los Angeles et remporte la médaille d'argent en K-4 1 000 M.